# تاکاهاشی دیشو
تاکاهاشی دیشو (به ژاپنی: 高橋 泥舟 Takahashi Deishū)؛ ۱۵ مارس ۱۸۳۵ – ۱۳ فوریهٔ ۱۹۰۳) سیاستمدار، سامورایی و خوشنویس بود.
پس از ترور کیوکاوا هاچیرو در ماه آوریل ۱۸۶۲، رفقایش یکی پس از دیگری دستگیر شدند، بنابراین روشیگومی هدف خود را به عنوان یک سازمان از دست داد و شوگون‌سالاری آن را به عنوان شینچوگومی سازماندهی مجدد کرد. دفتر مرکزی آن در هونجو، ادو (بخش سومیدا، توکیو) بود و تتاکاهاشی دیشو و یامائوکا تتسوتارو مسئول نظارت بر آن بودند.